# Boian-Kultur
Die Boian-Kultur (datiert auf 4300 bis 3500 v. Chr.), auch bekannt als Giulești-Marița-Kultur oder Marița-Kultur, ist eine neolithische archäologische Kultur in Südosteuropa. Sie findet sich vor allem entlang des Unterlaufs der Donau im heutigen Rumänien und Bulgarien und kann daher als donauländische Kultur bezeichnet werden.

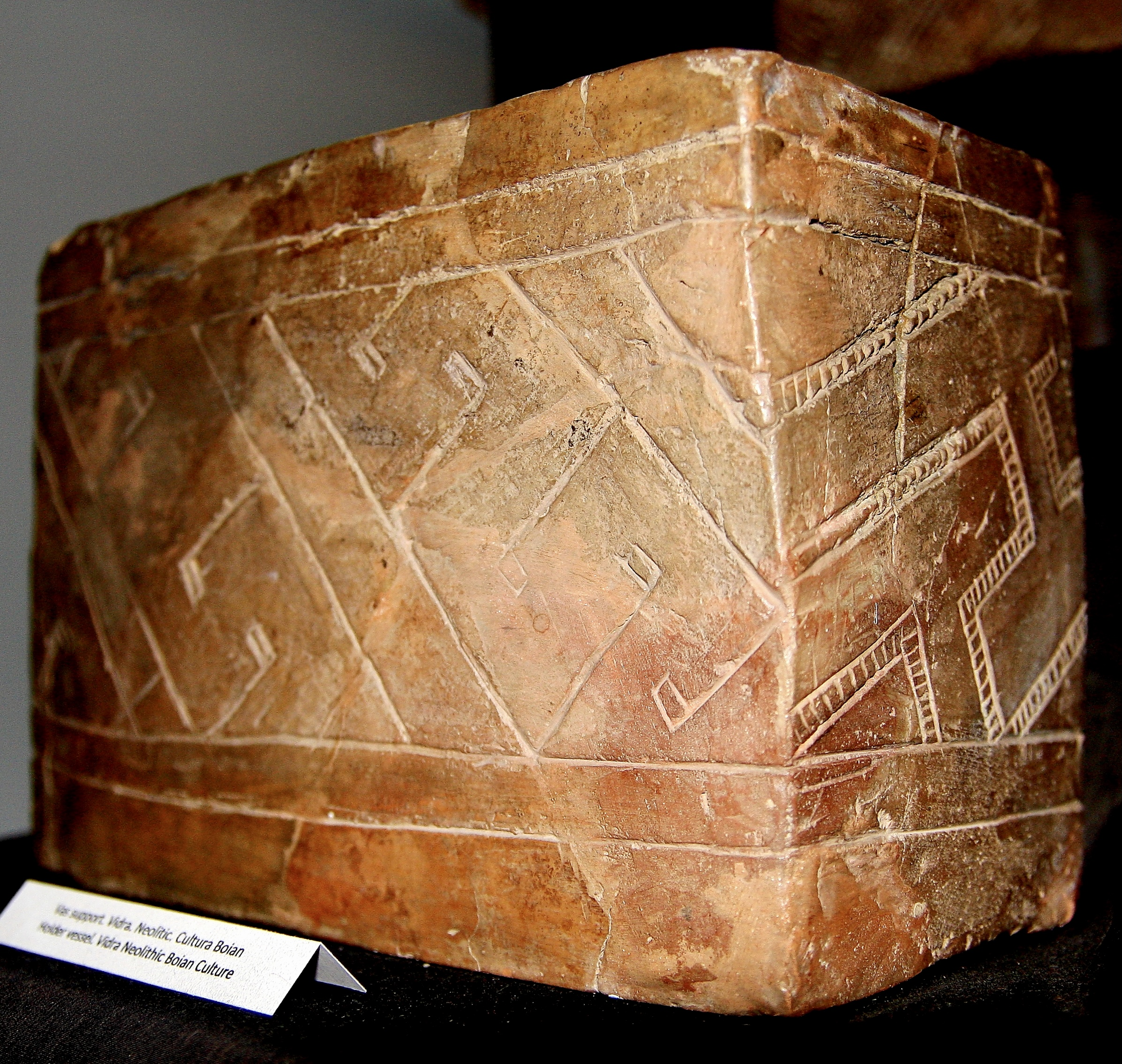
Verziertes Gefäßbehältnis

## Räumliche Ausdehnung, Benennung

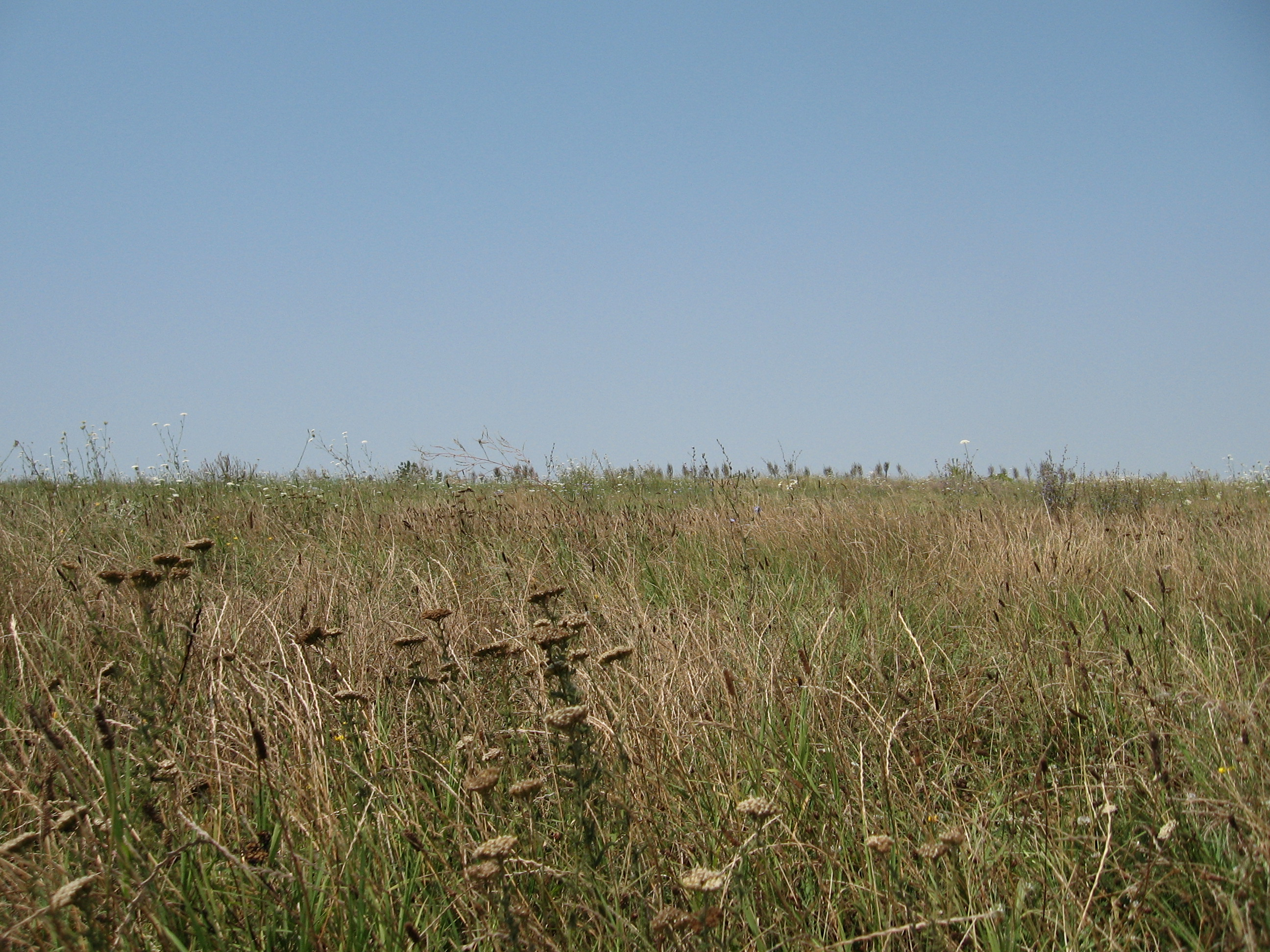
Vegetation der Walachischen Tiefebene

Die Boian-Kultur hat ihren Ursprung in der walachischen Tiefebene nördlich der Donau im Südosten Rumäniens. Auf ihrem Höhepunkt umfasste sie Siedlungen in der Bărăgan-Tiefebene und im Donaudelta in Rumänien, in der Dobrudscha in Ostrumänien und im Nordosten Bulgariens sowie in der Donautiefebene und im Balkangebirge in Bulgarien. Ihre geografische Ausdehnung reichte im Westen bis zum Fluss Jiu an der Grenze zu Siebenbürgen im südlichen Zentralrumänien, im Norden bis zum Kilijaarm des Donaudeltas entlang der rumänischen Grenze zur Ukraine und der Küste des Schwarzen Meeres und im Süden bis zu den Rhodopen und dem Ägäischen Meer.
Der eponyme Fundort und Namensgeber der Boian-Kultur befindet sich auf einer Insel im Boian-See in der Großen Walachei, in der Walachischen Tiefebene nördlich der Donau.

## Chronologie
Die Boian-Kultur ging aus zwei früheren neolithischen bzw. jungsteinzeitlichen Gruppen hervor: der Dudeşti-Kultur, die ihren Ursprung in Anatolien (der heutigen Türkei) hatte, und der Musiknoten-Kultur (auch bekannt als mittlere Linearbandkeramische Kultur; kurz LBK) aus der nördlichen Subkarpatien-Region im Südosten Polens und der westlichen Ukraine.

### Periodisierung
Die Boian-Kultur wird traditionell in vier Phasen eingeteilt, die jeweils den Namen einer der archäologischen Stätten tragen, die mit ihr in Verbindung gebracht werden:
- Phase I – Bolintineanu-Phase, 4300–4200 v. Chr.
- Phase II – Giulești-Phase (auch bekannt als Giulești-Boian-Kultur), 4200–4100 v. Chr.
- Phase III – Vidra−Phase, 4100–4000 BC.
- Phase IV – Spanțov-Phase (auch bekannt als Boian-Gumelnița-Kultur), 4000–3500 v. Chr.

### Niedergang
Die Boian-Kultur endete durch einen fließenden Übergang in die Gumelnița-Kultur, die ebenfalls Anleihen bei der Vădastra-Kultur machte. Ein Teil der Boian-Gemeinde wagte sich jedoch nach Nordosten entlang der Schwarzmeerküste und traf dort auf die späte Hamangia-Kultur, mit der sie schließlich zur Cucuteni-Tripolje-Kultur verschmolz.
Die Zeit, in der sich die Boian-Kultur zur Gumelnița-Kultur entwickelte, wird als „Übergangszeit“ bezeichnet, in der es auf beiden Seiten der chronologischen Kluft zwischen den beiden Kulturen Gemeinsamkeiten gibt; daher können die Boian-Phase IV und die Gumelnița-Phase A1 als eine einzige, ununterbrochene Übergangsphase betrachtet werden. Daher verwenden Wissenschaftler häufig den Begriff Boian-Gumelnița-Kultur, um diese spezifische Periode zu beschreiben. Gelegentlich wird dieser Begriff jedoch fälschlicherweise so verwendet, dass er sowohl die gesamte Periode der Boian-Kultur als auch die der Gumelnița-Kultur umfasst und nicht nur die Übergangsperiode, in der sich die beiden Kulturen überschneiden. Da sich jede Kultur in ihren Hauptphasen von der anderen unterscheidet, sollten sie jeweils getrennt betrachtet und benannt werden, mit Ausnahme (wie bereits erwähnt) der Übergangsphasen ihrer Entwicklung.

## Siedlungen

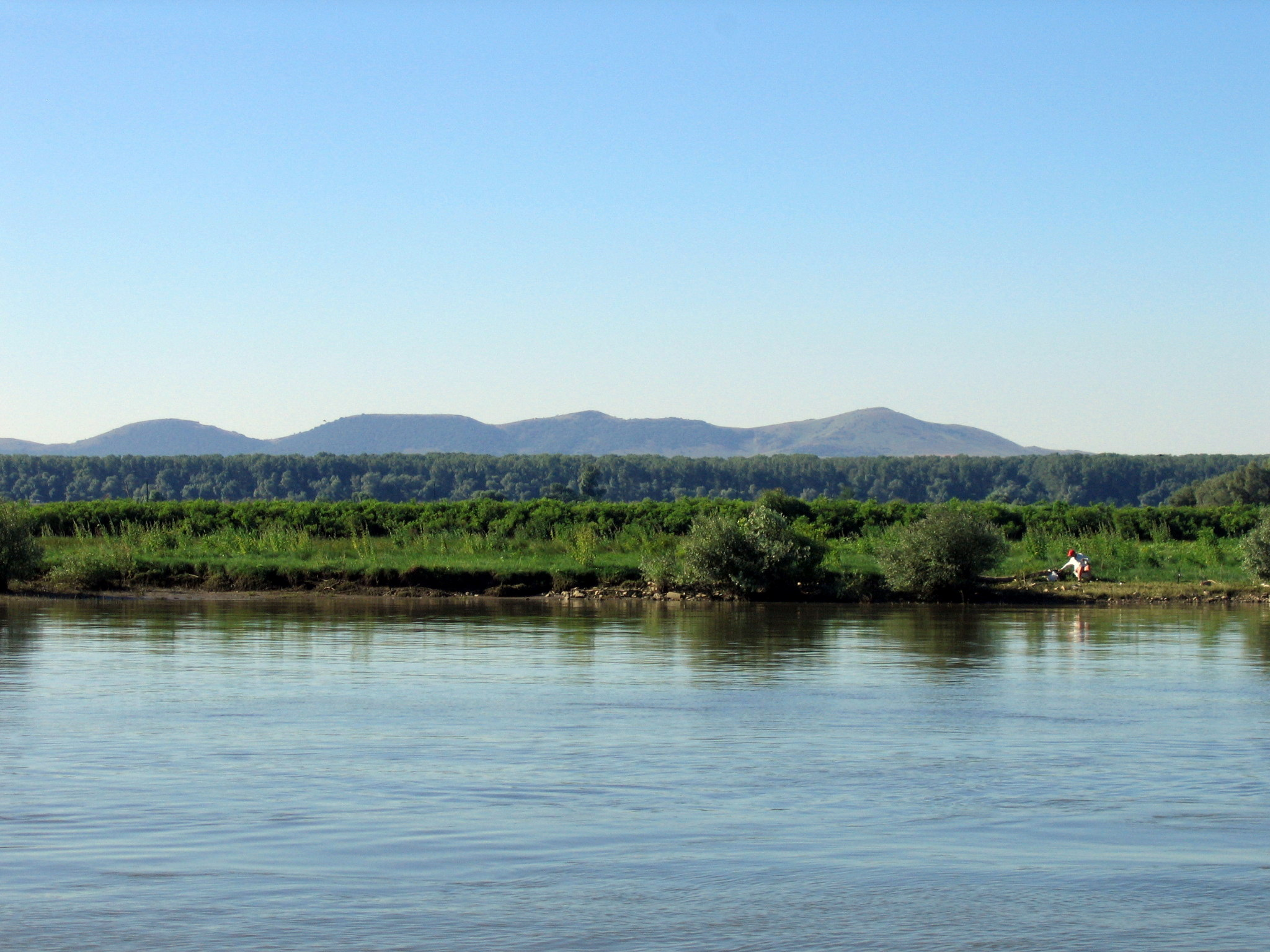
Donaudelta in Rumänien

Die archäologischen Stätten der Boian-Kultur befanden sich in der Regel in der Nähe von Flüssen und Seen mit reichen Überschwemmungsgebieten, die fruchtbare Böden für den Ackerbau boten. In den boianischen Stätten wurden drei verschiedene Arten von Strukturen gefunden. In den Boian-Phasen I und II waren die Behausungen dieser Kultur zusammengewürfelte, ovale Anlehnungsbauten (englisch lean-to) und wohnhöhlenartige Grubenhütten, die an Flussufer und in Felsvorsprünge gebaut wurden. In den Boian-Phasen III und IV wurden die Behausungen anspruchsvoller, und es entstanden kleine Strukturen mit erhöhten Holzböden.
Die dritte Art von Häusern war größer, rechteckig (mit Abmessungen von bis zu 7 × 3,5 m), bestehend aus Strukturen von Flechtwerkwänden mit lehmverkleideten Holzböden und grob gedeckten Strohächern, die ebenerdig errichtet wurden.
In den Phasen III und IV entstanden die ersten Tells. Diese Siedlungen wurden typischerweise auf hohen, steilen Terrassen oder Landzungen über den Überschwemmungsgebieten der Flüsse oder Seen gebaut, die sich immer in der Nähe befanden. Zu dieser Zeit begannen die Häuser, anspruchsvollere Elemente wie erhöhte Podestböden, bemalte Innenwände mit grafischen Mustern in Rot und Weiß, bemalte Tonmöbel und Lehmöfen in den Häusern zu verwenden. Spätere Siedlungen wiesen mitunter auch Anzeichen einer möglichen Befestigung in Form von tiefen und breiten Verteidigungsgräben auf.
Die Siedlungen in Phase III wiesen Anzeichen für eine Hierarchie zwischen den Siedlungen und innerhalb der Siedlungen auf, die auf der Größe und der Lage der Wohngebäude beruhte, die in konzentrischen Reihen um einen zentralen Ort herum gebaut wurden. In Phase IV dominierten die oberirdischen Häuser gegenüber den unterirdischen, und die Siedlungen wuchsen auf bis zu 150 Personen an.

## Wirtschaft
Ihre Wirtschaft zeichnete sich durch Ackerbau, Tierhaltung, Jagen, Sammeln und Fischen aus. Die Nähe ihrer Siedlungen zu Laubwäldern und Steppenvegetation sorgte für eine gute Versorgung mit Wild für ihre Ernährung und für Brennmaterial für ihre Feuer, Werkzeuge und Häuser. Darüber hinaus bot die Nähe zu Flüssen, Seen und Sümpfen eine Quelle für Wildgeflügel und Fischen sowie für lithische Materialien wie Steine und Ton.
Archäologische Funde deuten darauf hin, dass die Angehörigen der Boian-Kultur die folgenden Tiere zu ihrer Ernährung zählten oder ihre Felle, Knochen oder ihr Fleisch zur Herstellung von Werkzeugen und Kleidung verwendeten:
- Bos primigenius (Auerochse)
- Bos taurus (Hausrind)
- Canis lupus (Wolf)
- Canis lupus familiaris (Haushund)
- Capra hircus (Hausziege)
- Capreolus capreolus (Reh)
- Castor fiber (Europäischer Biber)
- Cervus elaphus (Rothirsch)
- Equus ferus (Wildpferd)
- Lepus europaeus (Feldhase)
- Meles meles (Europäischer Dachs)
- Ovis aries (Hausschaf)
- Sus domesticus (Hausschwein)
- Sus scrofa (Wildschwein)
- Unio (Flussmuscheln)
- Vulpes vulpes (Rotfuchs)

## Materielle Kultur

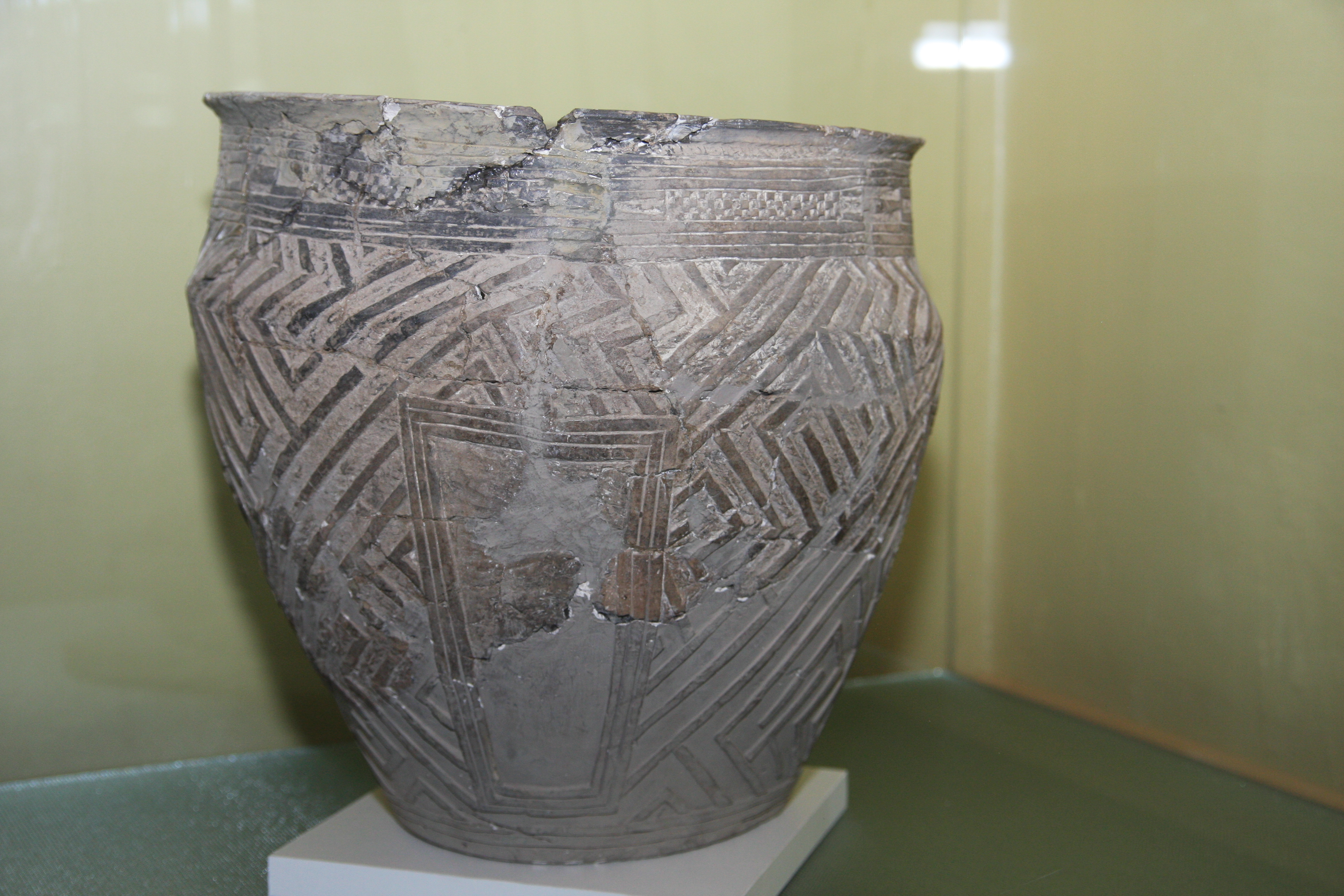
Typische Töpferwaren der Boian-Kultur

Töpferwaren der Boian-Kultur zeigen Einflüsse früherer Kulturen, aus denen sie hervorgegangen ist: Schachbrettmuster und Rillen aus der Dudeşti-Kultur und kleine Dreiecke, die die Linien begrenzen, die sie von der Musiknoten-Linear-Kultur geerbt hatten. Die Keramik wurde nach dem Brennen poliert und mit geschnitzten oder erhabenen geometrischen Mustern verziert, oft mit weißem Ton, der als eingelegtes Relief verwendet wurde, um den anthrazitgrauen oder schwarzen Ton auszugleichen, der im Rest der Arbeit verwendet wurde. Neben der schwarz-grauen und weißen Keramik wurden auch einige wenige Beispiele für rot eingelegte Tondekorationen gefunden. Ab Phase III begannen sie, ihre Töpferwaren mit Graphitfarbe zu verzieren, eine Methode, die sie wahrscheinlich von der südbalkanischen Karanovo-Kultur V (Marica-Kultur) übernommen hatten. Die Boian-Kultur verbesserte ihre Keramiktechnologie weiter, bis sie in Phase III ihren Höhepunkt erreichte; danach begannen Qualität und Verarbeitung abzunehmen.
Wie bei allen Artefakten dieser Epoche dominierten Steinwerkzeuge, die sich als (englisch Debitage) in Form von Scherben belegen lassen und die neben verschiedenen Arten von Feuerstein- und polierten Steinwerkzeugen gefunden wurden. Gegen Ende dieser Kultur sind kupferne Artefakte belegt, die aus hochwertigem Kupfer aus dem bulgarischen Balkangebirge hergestellt wurden. Es gibt Belege dafür, dass sich die Angehörigen der Boian-Kultur die Technologie der Kupfer-Metallurgie aneigneten.
Im Gegensatz zu den späteren Kulturen wurden an den Fundorten der Boain-Kultur nicht viele Artefakte in Form von Skulpturen oder Figurinen gefunden. Die älteste Knochenfigur in Rumänien wurde an der Fundstelle Cernica gefunden und stammt aus Phase I.